# Mary Abbott (malarka)
Mary Lee Abbott (ur. 27 lipca 1921 w Nowym Jorku, zm. 23 sierpnia 2019 w Westhampton Beach) – malarka amerykańska, przedstawicielka ekspresjonizmu abstrakcyjnego.

## Biografia
Mary Abbott urodziła się w Nowym Jorku 27 lipca 1921 roku. Ojciec Henry Livermore Abbott był dowódcą okrętów podwodnych podczas I wojny światowej i członkiem gabinetu wojennego prezydenta Roosevelta podczas II wojny światowej. Matka Elizabeth Grinnell, pochodząca z Bostonu, była poetką i felietonistką. Praprapradziadkiem malarki był prezydent John Adams. W młodości Mary była modelką, pojawiając się na okładkach, m.in.  „Vogue”, „Charm”, „Harper’s Bazaar” i „Mademoiselle”. W 1943 roku wyszła za mąż za malarza Lewisa Teague'a. Rozwiedli się w 1946 roku. Mary zamieszkała sama w Nowym Jorku przy 88 Tenth Street. W 1949 wyjechała na Wyspy Dziewicze, gdzie poznała Toma Clyde'a. W następnym roku wzięli ślub. Po przeprowadzce do Southampton malarka wynajęła dużą stodołę na pracownię w gospodarstwie należącym do rodziny Jablonskich. Lato spędzała na Long Island, a zimą wyjeżdżała na Haiti i Saint Croix.
Abbott była przedstawicielką amerykańskiego ekspresjonizmu abstrakcyjnego, członkinią grupy artystycznej „Colony Club”. Znała się z artystami takimi, jak: Jackson Pollock, Barnett Newman, Mark Rothko, Elaine de Kooning. W latach 1948–1997 przyjaźniła się z Willemem de Kooningiem.
Dzieła malarki znajdują się m.in. w zbiorach Muzeum Sztuki w Denver. Mary Abbott zmarła 23 sierpnia 2019 roku.